# Falsomesosella grisescens
Falsomesosella grisescens es una especie de escarabajo longicornio del género Falsomesosella, tribu Mesosini, subfamilia Lamiinae. Fue descrita científicamente por Breuning en 1939.

## Descripción
Mide 8 milímetros de longitud.

## Distribución
Se distribuye por India.